# Цизалпийска Галия
Цизалпийска (Отсамалпийска) Галия (лат. Gallia Cisalpina, Gallia Citerior, Gallia Togata) е краткотрайно просъществувала сенатска провинция на Римската република, заемаща територия по долината на река По в днешна северна Италия. Обхваща тази част от Галия, която се намира на Апенинския полуостров и е отделена от останалите галски земи от Алпите.
Южна граница на провинцията е река Рубикон, която Юлий Цезар преминава през 49 пр.н.е.
Провинцията е присъединена към Италия през около 43 – 42 пр.н.е. по време на Втория триумвират.
В Цизалпийска Галия е роден Виргилий.
- Местоположението на провинцията южно от Алпите
- Гало-келтски територии на Апенинския полуостров

|  | Тази страница частично или изцяло представлява превод на страницата Cisalpine Gaul в Уикипедия на английски. Оригиналният текст, както и този превод, са защитени от Лиценза „Криейтив Комънс – Признание – Споделяне на споделеното“, а за съдържание, създадено преди юни 2009 година – от Лиценза за свободна документация на ГНУ. Прегледайте историята на редакциите на оригиналната страница, както и на преводната страница, за да видите списъка на съавторите. ВАЖНО: Този шаблон се отнася единствено до авторските права върху съдържанието на статията. Добавянето му не отменя изискването да се посочват конкретни източници на твърденията, които да бъдат благонадеждни. |